# Agadir-Al Massiras flygplats
Agadir-Al Massiras flygplats (IATA: AGA, ICAO: GMAD) (arabiska: مطار المسيرة, är en internationell flygplats i Agadir i Marocko. Flygplatsen ligger i kommunen Temsia, 20 km sydost om egentliga Agadir. År 2019 betjänade Al Massira International Airport 2 008 465 passagerare. Under senare år har Agadir och dess turism blomstrat, med nya flyg som introducerades till Al Massira från nya flygplatser i Storbritannien och Irland.

## Faciliteter

### Landningsbana och gater
Banan i riktning 09/27 mäter 3 200 gånger 45 meter. Flygplan upp till storleken Boeing 747 kan landa på flygplatsen. Flygplatsen har en ILS klass II-certifiering och erbjuder följande radionavigeringshjälpmedel: VOR – DME – 2 X NDB. Parkeringsplatsen för flygplanet är 170 000 kvadratmeter vilket ger plats för tio Boeing 737 och tre Boeing 747.

### Terminal
Den totala terminalytan är 26 550 kvadratmeter och den beräknade kapaciteten är 3 miljoner passagerare per år. Det finns en stor vänthall, uppdelat i två delar för nationella flyg (ingen tull) och internationella flygningar. Passagerare som flyger till Casablanca med ett internationellt anslutande flyg kan passera passkontrollen i Agadir för att spara transfertid vid Mohammed V. Agadir är en av de sex flygplatserna i Marocko där ONDA erbjuder sin speciella VIP-tjänst Salon Convives de Marque.

## Olyckor och incidenter
Den 21 augusti 1994 störtade Royal Air Maroc Flight 630 ungefär tio minuter efter starten från Agadirs flygplats. Alla 44 passagerare och besättning ombord omkom. Kraschen tros ha varit en avsiktlig handling av flygplanets pilot.